# Conus sumbawaensis
Espèce
Conus sumbawaensis est une espèce de mollusques gastéropodes marins de la famille des Conidae.
Comme toutes les espèces du genre Conus, ces escargots sont prédateurs et venimeux. Ils sont capables de « piquer » les humains et doivent donc être manipulés avec précaution, voire pas du tout.

## Taxonomie

### Publication originale
L'espèce Conus sumbawaensis a été décrite pour la première fois en 2022 par les malacologistes Gilbert Verbinnen dans « Gloria Maris »,.

### Synonymes
- Conus bengalensis sumbawaensis (Verbinnen, 2022) · non accepté
- Darioconus bengalensis sumbawaensis Verbinnen, 2022 · non accepté (combinaison originale)
- Darioconus sumbawaensis Verbinnen, 2022 · non accepté